# Йоздемир Индже
Йоздемѝр Инджѐ (на турски: Özdemir İnce) е турски поет, писател, преводач и журналист.

## Ранен живот и образование
Роден е на 1 септември 1936 г. в Мерсин. Завършва гимназия в Мерсин през 1956 г. Посещава Юридическия факултет на Анкарския университет. Завършва френския факултет на Анкарския институт за образование „Гази“ през 1960 г. След като преподава една година в средното училище „Сандъклъ“, завършва службата си като резервен офицер в 57-а пехотна учебна бригада в Измир – Борнова. По-късно, докато преподава в гимназия „Айдън“, издържа изпита по френски език и изучава съвременен френски език и литература в Института за френски професори по чужденци, свързан със Сорбоната, в Париж между 1965 и 1966 г., и фонетика в Института по фонетика. След завръщането си работи като учител в гимназии в Айдън и Мугла.

## Кариера
Присъединява се към TRT (Турска радио и телевизионна корпорация) през 1969 г. До пенсионирането си от института през 1982 г. работи като преводач в отдела за чуждестранни новини, телевизионен копирайтър, мениджър предварителен одит и редакция, мениджър планиране на програми и излъчвания и консултант по общо управление. Между 1989 и 2000 г. работи като редактор в Can Publishing и като редактор и директор на публикациите в Telos Publishing. Започва работа като колумнист за вестник „Хюриет“ през януари 2000 г. и го напуска на 1 април 2012 г. Пише за вестник Aydınlık между 23 април 2012 г. и 2 юни 2014 г. Колумнист е и за вестник Cumhuriyet.
Той пише статии за списание Varlık, които допринасят за развитието на поетическото осъзнаване на образа, реалността и подобни теми в Турция, и събира тези статии в книгата си „Поезия и реалност“ (4-то издание, издателство[ неясно? ] İmge, 2011 г.). След това пише статии за формата, значението и звуковите пластове на поезията и ги събира в книгата си Tabula Rasa. Същата книга включва и обективни оценки на Метин Елоглу, Тургут Уяр, Едип Джансевер и Джемал Сюрейя (3-то издание, книжарница[ неясно? ] İmge, 2011 г.). Следва публикуването на „За литературния дискурс“, която включва есета и критики на тема „традиция и поезия“, в които той предлага нетрадиционни интерпретации ивключва статии, обясняващи поетическото разбиране на Илхан Берк (3-то издание, книжарница[ неясно? ] İmge, 2013 г.). В „Революция в поезията“ (3-то издание, книжарница[ неясно? ] İmge, 2015 г.) той обединява своите интерпретации на основоположниците на модерната поезия: Алойзиус Бертран, граф дьо Лотреамон и Артюр Рембо. С тези четири книги той улеснява развитието на турското поетично съзнание от опозиционна гледна точка.
Първото му стихотворение е публикувано в списание Kaynak през 1954 г. Той става известен със своите стихове, публикувани в списания като Pazar Postası, Türk Dili, a Değiş, Dost, Şiir Sanat, Papirüs, Soyut, Türkiye Yazıları, Milliyet Sanat, Yusufçuk и Adam Sanat. Пише теоретични статии за поезията, както и есета и критически есета на различни теми. Негови стихове са превеждани на френски, гръцки, български, италиански и македонски.
Пише своята колона, озаглавена Tersi ve Yüz, във вестник Cumhuriyet от септември 2018 г.

## Наради
- Офицер на Ордена на изкуствата и литературата (Франция, 1990 г.)
- Национална литературна награда „Пеньо Пенев“ (България, 2010 г.)